# Gorakhpur (distrikt)
Gorakhpur (hindi: गोरखपुर ज़िला, urdu: ورکھپور ضلع) er et distrikt i den indiske delstat Uttar Pradesh. Distriktets hovedstad er Gorakhpur. 

## Demografi
Ved folketællingen i 2011 var der 4,436,275 indbyggere i distriktet, mod 3,769,456 i 2001. Den urbane befolkningen udgjør 18,78 % af befolkningen.
Børn i alderen 0 til 6 år udgjorde 13,42 % i 2011 mod 18,42 % i 2001. Antallet af piger i den alder per tusinde drenge er 934 i 2011. 